# آژاکس ۱۴۰۴

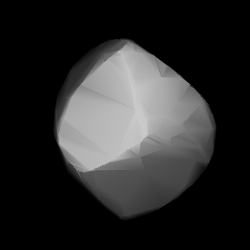
مدل سه‌بُعدی سیارک آژاکس ۱۴۰۴ بر اساس منحنی نور آن

سیارک ۱۴۰۴ (به انگلیسی: 1404 Ajax، نامگذاری:1936QW) هزار و چهارصد و چهارمین سیارک کشف شده‌است که در ۱۷ اوت ۱۹۳۶ و در هایدلبرگ کشف شد.
قدر مطلق سیارک برابر ۹٫۰۰ است.